# François-Hyacinthe de La Fruglaye de Kervers
François-Hyacinthe de La Fruglaye de Kervers, né le 2 mars 1687 à Saint-Martin-des-Prés (Côtes-d'Armor) et mort le 23 décembre 1745 à Tréguier,  est un prélat français du XVIIIe siècle. 

## Biographie
François-Hyacinthe de La Fruglaye est le sixième fils de François-Hyacinthe de La Fruglaye seigneur de Kervers et de Marie-Anne Tanguy de Kerobezan. Il devient  curé de Crozon en 1718 puis official et grand-vicaire de l'évêché de Cornouaille. Il  est nommé évêque de Tréguier  en  1731 et sacré en mai 1732. Il prend le contre pied de son prédécesseur et combat avec vigueur le jansénisme dans son diocèse. Il fait accepter la bulle Unigenitus lors d'un synode diocésain et obtient de célébrer le jubilé  de 1734. Il est député de la province ecclésiastique de Tours lors de l'Assemblée du clergé de 1745. Il meurt à Tréguier la même année.

## Héraldique
Ses armoiries sont : d'argent au lion de sable, armé et lampassé de gueules